# مؤمن (مؤلف مجهول)

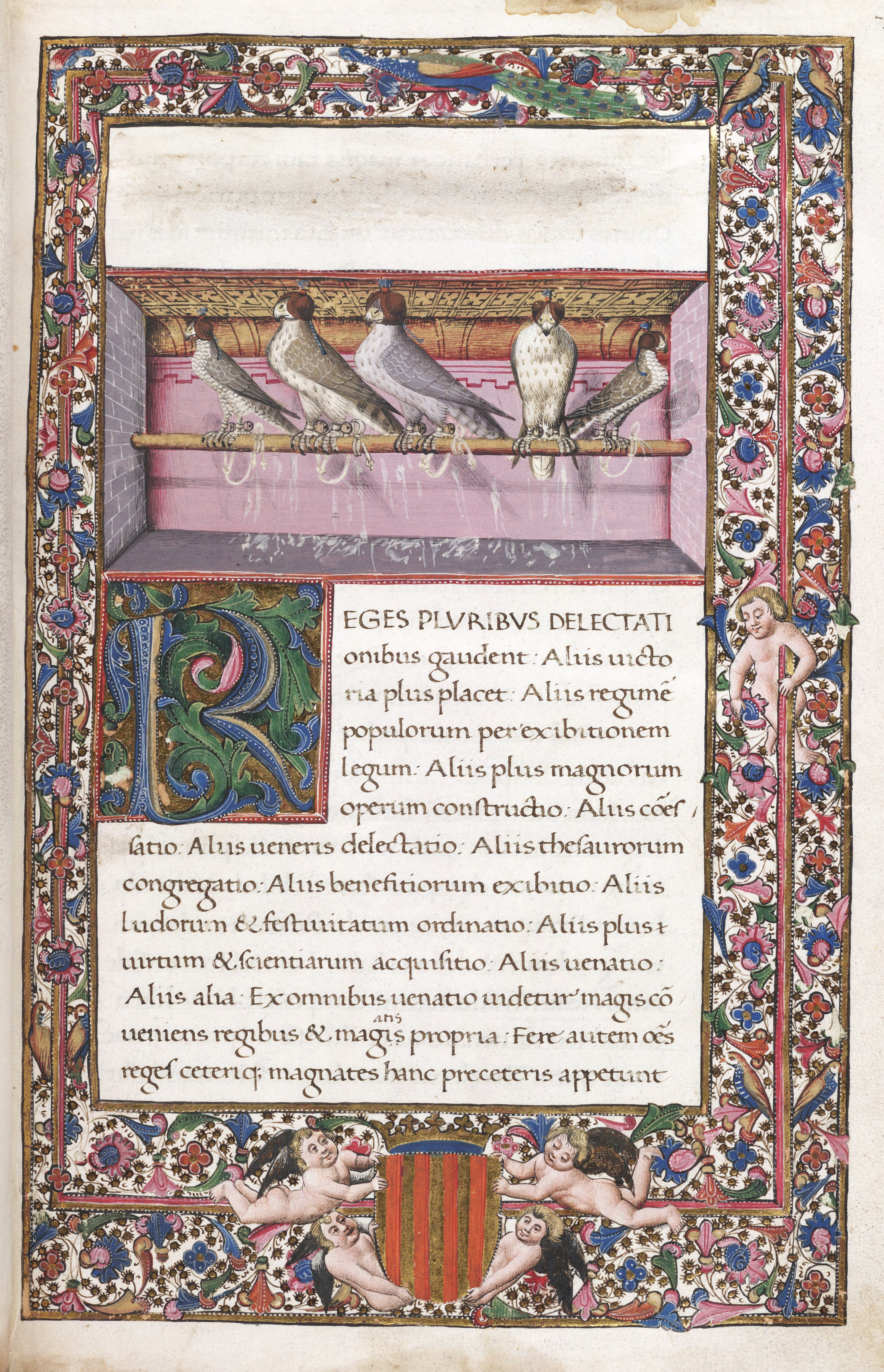
صفحة من ترجمة لاتينية في جامعة ييل للمؤلف مؤمن

مؤمن (بالإنجليزية: Moamyn أو Moamin) هو الاسم الذي أُطلق في أوروبا في العصور الوسطى على مؤلف عربي لأطروحة مكونة من خمسة فصول عن الصيد بالصقور، والتي كانت مهمة للأوروبيين الأوائل، وكانت الأكثر شعبية عندما ترجمها ثيودور الأنطاكي [الإنجليزية]  تحت عنوان علم الصيد بالطيور (باللاتينية: De Scientia Venandi per Aves) في عامي 1240 و1241. كما احتوى الكتاب على فصل عن الصيد بالكلاب وفصول أخرى عن مواضيع أخرى ذات صلة مثل أمراض الطيور. هناك حوالي 27 نسخة مخطوطة لاتينية من أعمال مؤمن، اثنتان منها مزخرفتان بالكامل، مع وجود نسخة معروفة ومحفوظة في فيينا.

## الهوية
الهوية الحقيقية لمؤمن هي لغز. الاسم الذي كان معروفًا به في الغرب في العصور الوسطى هو على الأرجح نتيجة لتحريف أو تبسيط للنطق الحقيقي للاسم العربي. وبناءً على ذلك، ومن بين أسباب أخرى، اقترح فرانسوا فيري أنه في الواقع هو حنين بن إسحاق (809-873)، طبيب الخلافة العباسية. وبذلك تكون كلمة مؤمن هي تشويه الكلمة العربية الأصلية حنين. ومع ذلك، هناك نظريات أخرى.

## الأصول
كان يُعتقد أن كتاب المتوكلي في منتصف القرن التاسع هو أطروحة مؤمن عن الصيد بالصقور باللغة العربية الأصلية، ولكن الادعاءات لدى بعض المؤرخين الأوروبيين في ثمانينيات القرن العشرين أنها ليست كذلك بل هي مُترجمة إلى اللغة القشتالية عام 1252 تحت عنوان كتاب الحيوانات التي تصطاد (باللاتينية: Libro de los Animales que caçan).
يعتمد عمل مؤمن إلى حد كبير على كتاب الطيور (كتاب الطيور)، وهو عمل أكثر شمولًا للغطريف بن قدامة الغساني من أوائل القرن التاسع.

## الترجمات
كانت هناك ترجمة فرنسية إيطالية [الإنجليزية] لدانييل ديلوك دا كريمونا من اللاتينية (1249-1272)، وترجمة أخرى مشابهة توسكانية لمورويلو (أوائل القرن الرابع عشر)، وترجمة نابولي بواسطة لإماركو سينيكو (1482–1489). ترجم سيباستيانو أنطونيو دي مارينيس الكتاب إلى الإيطالية الحديثة في القرن السادس عشر.

## روابط خارجية
- كتاب الأسبوع